# André Obey
André Obey (8. května 1892 Douai – 11. dubna 1975 Montsoreau) byl francouzský divadelní autor, esejista a spisovatel.
Začínal jako romanopisec a napsal autobiografický román o svém dospívání Le Joueur de triangle. Po setkání s Jacquesem Copeauem se zcela věnoval dramatickým dílům. Jeho hru Le Viol de Lucrèce si vybral Ronald Duncan pro libreto opery Benjamina Brittena, Zneuctění Lukrécie. V roce 1945 se stal dočasným generálním správcem Comédie-Française. V roce 1946 byl jmenován plnoprávným správcem a v roce 1947 po roční službě rezignoval.

## Životopis

### Spisovatelské začátky
Ve věku dvaceti let získal na konzervatoři v Lille první cenu soutěže ve hře na klavír. Přes tento úspěch sledoval jiný profesní cíl: Studoval práva a promoval jako právník, získal diplom v lingvistice a literární vědě. V první světové válce bojoval jako voják a utrpěl vážné zranění hlavy. V nemocnici v Limoges napsal svůj první román – Soldat. Ten ale nebyl nikdy publikován.
Po válce se přestěhoval do Paříže, kde si vydělával na živobytí jako novinář a kronikář. Psal povídky pro literární časopisy, hudební a divadelní recenze a pracoval pro různé deníky. Kromě toho vytvořil čtyři romány a další práce. Ve své eseji L'Orge du Stade informoval asi dvaceti články o finále letních olympijských her 1924 v Paříži. Za román Le Joueur de Triangle dostal v roce vydání své knihy (1928) literární cenu Prix Renaudot.

### Cesta k autorství divadelních her
Souběžně s prací jako spisovatel, novinář a kronikář hledal kontakt ke scénografií a připojil se v roce 1921 k divadelnímu souboru Canard Sauvage. Soubor se skládal z mladých herců a autorů, kteří pracovali v Nouveau Théâtre v Paříži a chtěli vystupovat vedle svých vlastních děl i s díly moderních francouzských autorů. Ve spolupráci s dramatikem Denisem Amielem vytvořil svá první dvě dramata: La souriante Madame Beudet, (v roce 1923 bylo zfilmováno) a La Carcasse. Kurt Tucholsky ve svém článku The General in the Comédie – publikovaném 4. května 1926 v německém týdeníku Die Weltbühne – popsal skandál, který kus La Carcasse spustil. Následovaly jeho dvě první vlastní básnická díla: Les Amis de la dernière Heure (1923) a Trio (1924). Z jeho čtyř děl byla uváděna pouze dvě a to jen příležitostně. K tomu ve svém Program de Loire údajně prohlásil, že využil času se souborem Canard Sauvage, aby se přiblížil ke tvorbě pro divadlo, a považoval to za svou stáž.
Během této doby se setkal s velkým reformátorem francouzského divadla Jacquem Copeau, zakladatelem slavného divadla Théâtre du Vieux Colombier. Kromě své myšlenky na reformu divadla sledoval Jacques Copeau plán vyškolit herce nového rázu, pro který otevřel divadelní školu Ecole du Vieux-Colombier. V roce 1925 Jacques Copeau své divadlo Théâtre du Vieux Colombier uzavřel a přestěhoval se do Burgundska. Jeho žáci jej následovali, připojili se k jeho společnocti Compagnie des Copeau a se svým mistrem pořádali divadelní turné. Pět let po svém prvním setkání s Jacquem Copeau se s ním André Obey znovu setkal na představení divadelního souboru Compagnie des Copeau v roce 1929. Byl představením tak nadšen, že do tohoto souboru vstoupil. Krátce nato však Jacques Copeau požádal o místo v Comédie Française, což způsobilo, že se soubor rozpadl.
V roce 1930 byla Michelem Saint-Denisem, synovcem a pravou rukou Jacquese Codeau, založena nová společnost: Compagnie des Quinze. Do ní vstoupila většina členů starého souboru, včetně Andrého Obeye. Stal se tak oficiálním autorem souboru a sledoval stejné umělecké ideály jako jeho herci. Svá divadelní díla vytvářel v úzké spolupráci s herci. K programu Compagnie des Quinze přispěl šesti hrami, které měly celosvětový úspěch: Noé (1930), Le Viol de Lucrèce (1930), Bataille de la Marne (1931), Venus et Adonis (1932), Loire (1933)) a Don Juan (1933).
17. ledna 1931, vystoupil soubor Compagnie des Quinze ve znovu otevřeném divadle Théâtre du Vieux-Colombier se hrou Noé, ve které André Obey nově interpretoval biblický příběh Noemovy archy. Dílo bylo přeloženo do dvanácti jazyků a hráli je slavní herci na známých divadelních pódiích nejen ve Francii, ale v celé Evropě a dokonce i v USAPlodná spolupráce se souborem představovala rozhodující zlom v kariéře André Obeyeho. Jako dramatik našel průlom na jeviště. Po třech letech intenzivní a úspěšné spolupráce se Compagnie des Quinze v roce 1933 rozpadla. Členy souboru Compagnie des Quinze byli Marguerite Cavadaski, Suzanne Bing, Marie Hélène Dasté, Marie Madeleine Gauthier, Auguste Bovério, Jean Dasté, Aman Maistre a Jean Villard. Vedení souboru držel Michel Saint-Denis, zatímco André Obey pracoval jako autor.

### Jako dramatik
Po rozpuštění Compagnie des Quinze se André Obey věnoval výhradně psaní her. Přepracoval řadu klasických textů i moderních amerických originálů. Čas mezi válkami byl těžký. Politické okolnosti a finanční krize po první světové válce byly všudypřítomné a také chybělo punlikum. Jeho práce byly vydávány pouze v omezených vydáních, jeho úpravy klasických textů a ani moderní americké předlohy nebyly všechny uvedeny. Zůstával však v kontaktu se svým velkým učitelem Jacquesem Copeauem, který udržoval vztahy s řadou vlivných lidí ve scénografické tvorbě své doby. K nim patřili divadelníci, spisovatelé, význační intelektuálové a redaktoři. Příležitostně uváděl divadelní díla André Obeyeho v Comédie Française, jako například Intruction au Cid: Prostřednictvím typu hry ukazoval divákům pochybnosti o úspěchu své tvorby.
Vypukla druhá světová válka. Tuto událost zpracoval André Obey v letech 1939 až 1943 ve svém dramatu La Nuit des Temps, kterým tematizoval boj dobra proti zlu. Mezitím v roce 1941 napsal 800 Mètres, dílo, založené na jedné z jeho sportovních reportáží z eseje L'Orge du Stade, kterou napsal o finále olympijských her 1924 v Paříži. Společně s revidovanou verzí díla Aeschylus 'Suppliantes od Jacquese Copeaua a s hudbou švýcarského skladatele Arthura Honeggera bylo 800 Mètres uvedeno v rámci představení pod širým nebem ve Stade Roland Garros. Dirigoval Charles Münch. V roce 1943 napsal hru Maria, která však byla mezi kritiky kontroverzní. V té době také zastával veřejné funkce. Byl ředitelem literárních a dramatických pořadů ve francouzském rozhlase; převzal funkci ředitele na ministerstvu školství. V roce 1945 také zastával funkci administrativního ředitele na Comédie Française. Jeho účast ve veřejných funkcích vzbudila také nepřátelství. Jako autor tak měl dvouletou tvůrčí přestávku, která trvala do roku 1947. Kvůli zdravotním problémům na funkci ředitele Comédie Française rezignoval. Přesto mu rok 1947 nabídl vzestup. Byl jmenován rytířem čestné legie.
Po válce začal znovu psát a do sedmdesátých let 20. století vytvořil celkem devět scénických děl. Jeho práce byly přeloženy do mnoha jazyků, mezi jinými i Thorntonem Wilderem do angličtiny. Za dílo Les trois Coups de Minuit, na kterém André Obey pracoval tři roky (1953–1956) a které se zabývá každoroční vánoční hrou anglických vesničanů v pozdním středověku, získal cenu Prix Pelman. Pařížský institut Pelman mu udělil tuto cenu za veškerou jeho dramatickou práci. Cílem Pelmanismu bylo využívat mentální trénink pro samoléčbu problémů, jako byly deprese nebo fóbie, cíleným nasměrováním myšlenek.
Ve své poslední hře Trois Soldats Morts z let 1974/1975 se věnoval svému hlavnímu dramaturgickému tématu, smrti. Dílo obsahuje rozhovory tří veteránů. Pro představení tohoto díla plánoval André Obey čtení textu s herečkou Marie-Hélène Dasté, nejstarší dcerou Jacquese Copeaua a členkou tehdejší Compagnie des Quinze.(1) Čtení se mělo konat 12. dubna 1975. André Obey však zemřel ve svém venkovském domě o den dříve. Zanechal 27 her, čtyři romány, dva sborníky a jedno nedokončené dílo: Perséphone.

## Vyznamenání
- 1928: Cena za literaturu Prix Théophraste Renaudot za román Le Joueur de Triangle
- 1947: Rytíř čestné legie
- 1958: Cena Prix Pelman za divadelní hru Les trois Coups de Minuit, (1953–1956) a za celé dramatické dílo

## Soupis literárních děl

### Romány
- ?: Soldat
- 1918: Le Gardien de la Ville
- 1920: L’Enfent Inquiet
- 1923: Savreux Vainqueur
- 1928: Le Joueur de Triangle

### Sborníky, eseje
- 1924: L’Orgue du Stade
- 1926: L’Apprenti Sorcier

### Divadelní hry z doby se souboremCanard Sauvage
- 1921: La souriante Madame Beudet ve spolupráci s Denysem Amiel
- 1921: Carcasse ve spolupráci s Denysem Amiel
- 1923: Les Amis de la dernière Heure
- 1924: Trio

### Divadelní hry z doby se souboremCompagnie des Quinze
- 1930: Noé
- 1930: Le Viol de Lucrèce – předloha pro libreto opery Zneuctění Lukrécie (The Rape of Lucretia) od Benjamina Brittena (1946)
- 1931: Bataille de la Marne
- 1932: Vénus et Adonis
- 1933: Loire
- 1933: Don Juan

### Divadelní hry po souboru Compagne des Quinze do konce druhé světové války
- 1935/1936: Le Trompeur de Séville
- 1937/1938: Ultimatum
- 1939: Revenu de l’Etoile
- 1940: L’Arche de Noé reprend la Mer
- 1940: Introduction au Cid
- 1941: 800 Mètres
- 1939/1943: La Nuit des Temps
- 1943: Maria
- 1945: Les Gueux au Paradis

### Divadelní hry po druhé světové válce
- 1947/1948: Prélude à und Faust
- 1950/1951: Lazare
- 1952: Un File pour Vent
- 1953/1956: Les trois Coups de Minuit
- 1958: La Fenêtre
- 1969: L’Ascension du Sinaï
- 1970: Les Retrouvailles oder Le Jour du Retour
- 1974/1975: Trois Soldats Morts

### Nedokončená díla
- Perséphone